# Younis Khamis Ibrahim
Younis Khamis Ibrahim Mohammad (in arabo يونس خميس‎?; Dubai, 23 luglio 1982) è un ex cestista emiratino.
È alto 1,85 m e giocava nel ruolo di guardia.